# Vinarje, Slovenska Bistrica
Vinarje este o localitate din comuna Slovenska Bistrica, Slovenia, cu o populație de 233 de locuitori.